# Huellas fósiles de White Sands

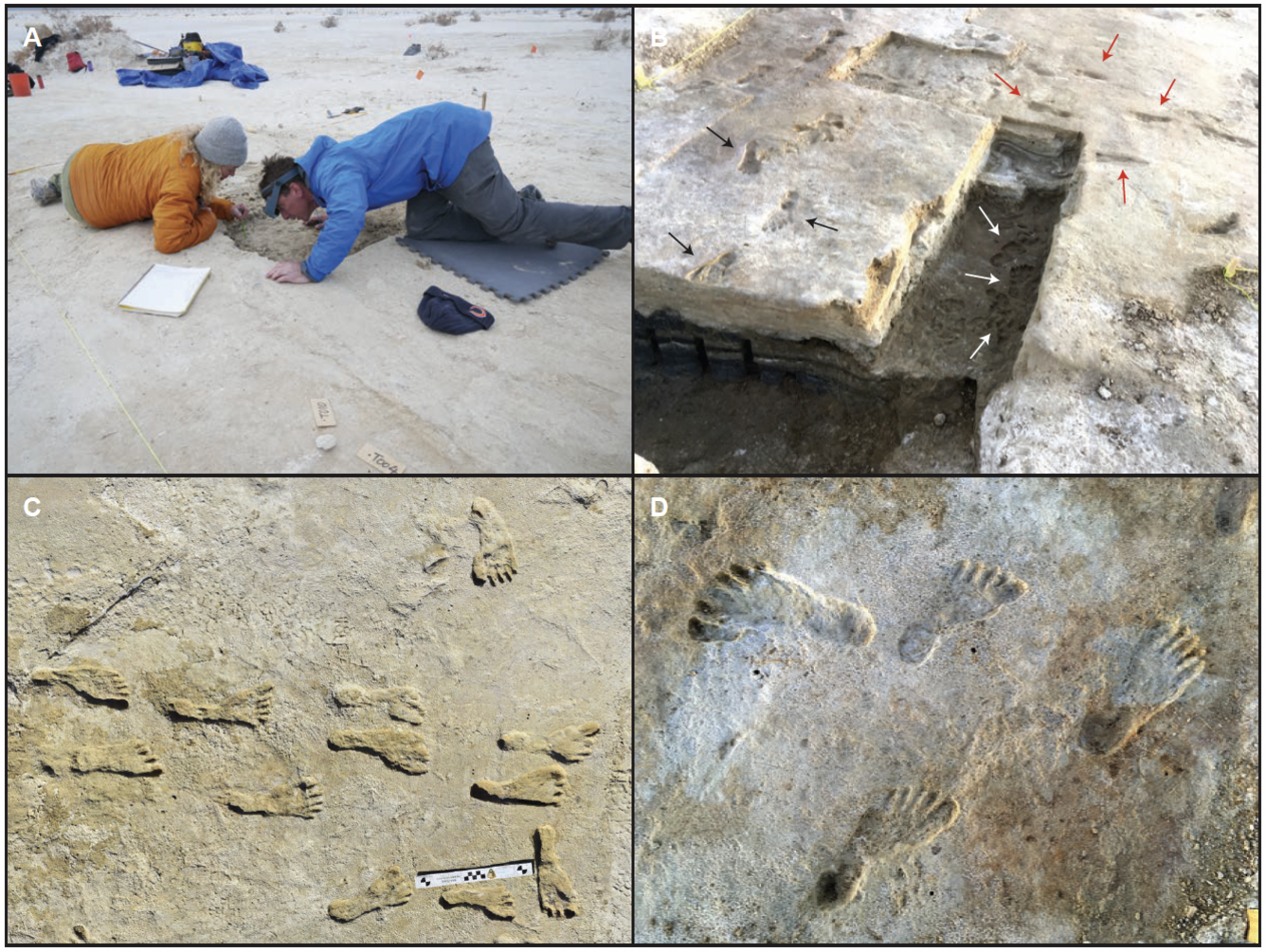
Huellas fósiles de White Sands

Las huellas fósiles de White Sands son un conjunto de huellas humanas fosilizadas descubiertas en 2009 en el Parque Nacional White Sands en el estado de Nuevo México, Estados Unidos. En 2021 fueron datadas mediante carbono-14, utilizando muestras de semillas, estas arrojaron fechas entre 21.000 y 23.000 años antes del presente, lo que las convierte potencialmente en las evidencias más antiguas de la existencia de humanos en América. Las 61 huellas están ubicadas en la orilla de lo que fue un lago durante la era del hielo, en la cuenca de Tularosa.
En 2022, escépticos señalaron que las muestras de semillas utilizadas para datar las huellas provienen de la especie Ruppia cirrhosa, dicha planta pueden absorber carbono del agua subterránea, lo que podría dar lugar a fechas que parecen más antiguas de lo que son en realidad. Un estudio de 2023 realizó nuevas dataciones por radiocarbono basándose en muestras de polen (las cuales no habrían sido afectadas por el agua subterránea) y dataciones por luminiscencia estimulada ópticamente (técnica más conocida por su nombre en inglés, optically stimulated luminescence o OSL) con muestras de granos de cuarzo. Este nuevo estudio confirmó las fechas obtenidas originalmente mediante las muestras de semillas. 